# Gens Neratia
Die gens Neratia (auch Neratii, deutsch Neratier) war ein römisches Geschlecht (gens), das den Gentilnamen Neratius (auch Naeratius) trug.
Sie stammte aus dem samnitischen Saepinum, wo sie in mehreren Inschriften erwähnt wird. Angehörige der Familie gelangten spätestens in der Mitte des 1. Jahrhunderts n. Chr. in den Senat. Von der flavischen Zeit bis ins 2. Jahrhundert stellte die Familie mehrere Konsuln. Neratii sind aus den Quellen bis in das 4. Jahrhundert bekannt.
Bedeutende Namensträger:
- Marcus Hirrius Fronto Neratius Pansa, Konsul 73 oder 74
- Lucius Neratius Priscus, Suffektkonsul 87
- Lucius Neratius Marcellus, Suffektkonsul 95, Konsul II 129
- Lucius Neratius Priscus, Jurist, Suffektkonsul 97
- Lucius Corellius Neratius Pansa, Konsul 122
- Lucius Neratius Proculus, Suffektkonsul wohl zwischen 161 und 169
- Neratius Cerealis, Konsul 358